# Anwil Włocławek
L'Anwil Włocławek est un club polonais de basket-ball de la ville de Włocławek. Le club appartient à la Dominet Basket Liga soit la plus haute division du championnat polonais.

## Historique
Anwil Włocławek décroche une 2e place au championnat en 1993. Anwil remporte le championnat en 2003, mettant fin à l'hégémonie de Wrocław, avant que ne débute celle de Sopot.

## Différents noms
- 1991-1992 : Provide Włocławek
- 1992-1999 : Nobiles Włocławek (Nobiles est une marque polonaise de peinture)
- Depuis 1999 : Anwil Włocławek (Anwil est une marque polonaise d'engrais)

## Résultats sportifs

### Palmarès
| Compétitions nationales | Compétitions internationales                                                            |
| Championnat de Pologne (3) - Champion : 2003, 2018, 2019 - Vice-champion : 1993, 1994, 1999, 2000, 2001, 2005, 2006, 2010 Coupe de Pologne (4) - Vainqueur : 1995, 1996, 2007, 2020 - Finaliste : 2004, 2011, 2017 Supercoupe de Pologne (3) - Vainqueur : 2007, 2017, 2019 - Finaliste : 2018, 2020 | Coupe d'Europe FIBA (1) - Vainqueur : 2023 European North League (1) - Vainqueur : 2022 |

## Joueurs et personnalités du club

### Entraîneurs
Le tableau suivant présente la liste des entraîneurs du club depuis 1991.
| Rang | Nom                     | Période   |
| ---- | ----------------------- | --------- |
| 1    | Mirosław Noculak (pl)   | 1991-1992 |
| 2    | Szczepan Waczyński (pl) | 1992-1993 |
| 3    | Wojciech Krajewski (pl) | 1993-1996 |
| 4    | Jacek Gembal (pl)       | 1996      |
| 5    | Wojciech Kobielski (pl) | 1996-1997 |
| 6    | Rajko Toroman           | 1997      |
| 7    | Wojciech Kobielski (pl) | 1997-1997 |
| 8    | Eugeniusz Kijewski      | 1997-1999 |
| 9    | Danijel Jusup           | 2000-2001 |
| 10   | Wojciech Kobielski (pl) | 2001      |
| 11   | Stevan Tot              | 2001      |

| Rang | Nom                       | Période   |
| ---- | ------------------------- | --------- |
| 12   | Aleksandar Petrović       | 2001-2002 |
| 13   | Andrej Urlep              | 2002-2006 |
| 14   | David Dedek (pl)          | 2006      |
| 15   | Aleš Pipan                | 2006-2008 |
| 16   | Zmago Sagadin             | 2008      |
| 17   | Igor Griszczuk (pl)       | 2008-2010 |
| 18   | Krzysztof Szablowski (pl) | 2010      |
| 19   | Emir Mutapčić             | 2010-2012 |
| 20   | Krzysztof Szablowski (pl) | 2012      |
| 21   | Dainius Adomaitis         | 2012      |
| 22   | Milija Bogicević (pl)     | 2012-2014 |

| Rang | Nom                      | Période     |
| ---- | ------------------------ | ----------- |
| 23   | Mariusz Niedbalski (pl)  | 2014        |
| 24   | Predrag Krunić (de)      | 2014-2015   |
| 25   | Marcin Woźniak           | 2015        |
| 26   | Igor Miličić (pl)        | 2015-2020   |
| 27   | Dejan Mihevc (pl)        | 2020        |
| 28   | Marcin Woźniak           | 2020-2021   |
| 29   | Przemysław Frasunkiewicz | 2021-2024   |
| 30   | Selçuk Ernak (tr)        | 2024-2025   |
| 31   | Grzegorz Kożan           | Depuis 2025 |

### Maillots retirés
- 10 Andrzej Pluta (2002-2003, 2006-2011)
- 12 Igor Griszczuk (1991-2002)